# Les Ableuvenettes
Les Ableuvenettes é uma comuna francesa na região administrativa de Grande Leste, no departamento de Vosges. Estende-se por uma área de 4,49 km². Em 2010 a comuna tinha 60 habitantes (densidade: 13,4 hab./km²).